# Pierpont (Missouri)
Pour les articles homonymes, voir Pierpont.
Pierpont est un village du comté de Boone, dans le Missouri, aux États-Unis,. Situé au sud du comté, il est fondé en 1892 et incorporé en 2004.

## Démographie
Lors du recensement de 2010, le village comptait une population de 76 habitants. Elle est estimée, en 2016, à 76 habitants.

## Source de la traduction
- (en) Cet article est partiellement ou en totalité issu de l’article de Wikipédia en anglais intitulé « Pierpont, Missouri » (voir la liste des auteurs).